# Lipoproteină

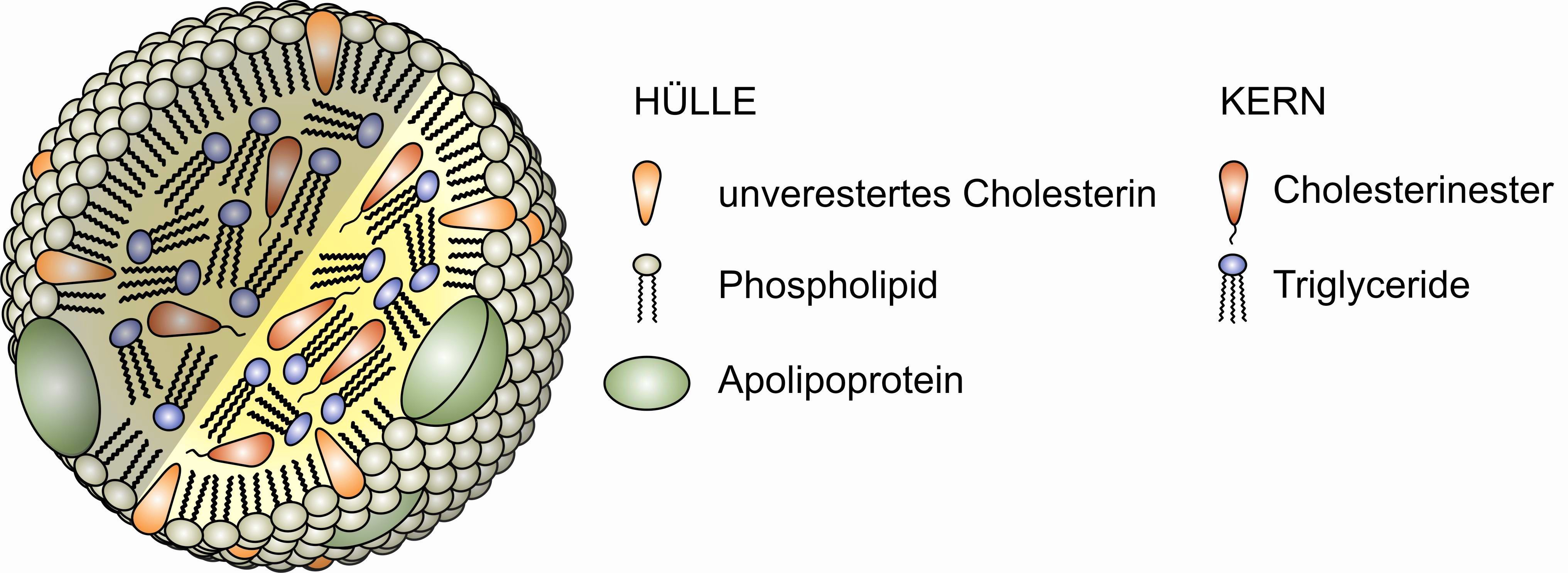
Particulă de Lipoproteină

Lipoproteinele sunt combinații de proteine și lipide (grăsimi) cu caracter hidrofil. Ele joacă un rol important în metabolism, și anume la transportul de lipide în țesuturi și în sânge. Celulele lipoproteinice au ca înveliș exterior un strat de fosfolipide ce conțin colesterol liber și câteva molecule numite apolipoproteine. Interiorul lipoproteinelor conține trigliceride, esteri ai colesterolului și alte (cantități mici de) substanțe hidrofobe, între care vitaminele liposolubile (solubile în grăsime). 
După conținutul de proteine, trigliceride, colesterol și fosfolipide, se deosebesc următoarele grupe:
- Lipoproteine de densitate foarte mică (VLDL, very low density lipoproteins)
- Lipoproteine de densitate mică (joasă) (LDL, low density lipoproteins)
- Lipoproteine de densitate intermediară (IDL, intermediate density lipoproteins)
- Lipoproteine de densitate mare (HDL, high density lipoproteins)

Din punct de vedere medical, cunoașterea (prin analiză de laborator) a cantității de lipoproteine este esențială la diagnosticarea hipolipidemiei, arteriosclerozei (aterosclerozei) și a riscurilor de infarct miocardic. 